# عبد العزيز الضويحي
عبد العزيز الضويحي ، فنان كويتي من مواليد 24 نوفمبر 1970 حاصل على دبلوم الدراسات التكنولوجية، كما درس في المعهد العالي للموسيقى لسنة واحدة إذ لم يتيسّر له مواصلة دراسته الموسيقية لتضارب حصص الدراسة مع عمله في وزارة الإعلام.

## البداية
بدأ عشقه للغناء منذ الصغر وتعلق بعد ذلك بآلة العود كثيرًا، وبدأ ممارسة هواية الغناء من خلال الجلسات الشعبية الخاصة بين الأصدقاء والمقربين منه. تأثر الضويحي ببداياته بالفن الحضرمي وتميّز بتقديمه جميع الألوان الغنائية الكويتية والخليجية والعربية بلا استثناء وبإتقان شديد، مما مكّنه من مجالسة العديد من كبار الفنانين والعازفين الذين أشادوا بموهبته الفنية وأثنوا عليها وتوقعوا له مستقبلاً فنيًا كبيرًا.

## أعمال ومشاركات
أصدر الضويحي أوّل ألبوم غنائي خاص به بعنوان «غيروك» وقد لاقى النجاح الواسع، والكبير على مستوى الخليج العربي ومثّل الانطلاقة الحقيقيّة له في عالم الفن. توالت الأعمال الفنية لعبد العزيز الضويحي وتم إصدار العديد من الألبومات الغنائية تعاون فيها فنيّا مع العديد من كبار الشعراء والملحنين منهم الشاعر الأمير عبد الله الفيصل والشاعر خالد البذال من خلال أغنيته الشهيرة «علميني» وأغنية عشمتني وشارك الفنان عبد العزيز الضويحي في العديد من المهرجانات والفعاليات الغنائية ومنها مهرجان هلا فبراير ولأكثر من مرة وشارك أيضا في مهرجان القاهرة الدولي للإذاعة والتلفزيون كما شارك في مهرجان تونس للأغنية وذلك بأغنية «جاءت تقول» من الحان وكلمات عدنان بشارة. أصدر عبد العزيز الضويحي عددًا من الألبومات الخاصة به آخرها ألبوم «حطيتك براسي» سنة 2008.

### ألبومات عبد العزيز الضويحي
- عبد العزيز الضويحي 1998 إنتاج شركة الخيول
- البوم المسافات 1999 من إنتاج النظائر للإنتاج الفني - الكويت
- البوم الميعاد

### مشاركات فنية
- مهرجان همس القوافي 2: كلمات الشاعر بدر شعيل والحان نواف الجاسر.
- حفل المجلس الوطني للثقافة تحت شعار «خليجنا واحد» بمشاركة سلمان العماري وسلطان مفتاح في جلسة شعبية تراثية خليجية نظمها المجلس الوطني للثقافة والفنون والآداب (الكويت).[3] 18-04-2019

- حفل قائمة الراية السنوي (مؤتمر البوم) في مدينة مانشستر البريطانية بمناسبة الأعياد الوطنية لدولة الكويت. كان من ضيوف الحفل الفنانة الاء الهندي - فرقة كونسرت، العازف فواز راكان والعازف محمد الصراف. 13/11/2019
- حفل غنائي في المسرح الوطني بمركز الشيخ جابر الثقافي، ضمن الموسم الثقافي 19 /20، احتفاءً بالشاعر والملحن اليمني الراحل حسين أبو بكر المحضار، الذي ترك إرثاً كبيراً من الأشعار والألحان التي تغنى بها عمالقة الطرب الخليجي. 21 ديسمبر 2019.[4]

### فيديو كليب
- أغنية حرام عليك إنتاج مجموعة النظائر الإعلامية – الكويت. إخراج: نواف الشمري

## مشاركات
- تلفزيون الكويت 2003
- سوق واقف 2015

## انظر ايضا
- مشعل العروج
- عبد الله القعود
- طارق العوضي
- علي عبد الله